# 未斯欣
未斯欣（みしきん、ミサフン、미사흔、生没年不詳）は、新羅の第17代王・奈勿尼師今の第三王子で、人質として日本に送られた。『三国遺事』においては美海（ミヘ）、未叱喜（ミジリ）と呼ばれる。『日本書紀』の微叱旱岐（みしこち）に比定されている。

## 人物
新羅の第18代王・実聖尼師今は、百済に対抗するため、百済と同盟関係にある日本と和睦することで、百済・日本間に楔を打ち込むことができると考え、たびたび侵攻を受けていた日本と和睦することを選ぶ。
新羅が日本に和睦を要請すると、日本は人質を送ることを条件につけたため、新羅は未斯欣を人質として日本に送った。この時、副使として、内大臣の朴娑覧が同行した。また兄の卜好も412年に高句麗に人質として送られている。実聖尼師今は、奈勿尼師今によって高句麗に人質として送られたことがあったため、奈勿尼師今の子の未斯欣を人質として差し出すことに抵抗はなかった、という指摘もある 。
訥祇麻立干が従来の人質外交政策を転換すると、救出のために派遣された朴堤上の機転によって倭の将軍の葛城襲津彦の監視の目を誤魔化し、帰国に成功した。
これについては『日本書紀』にも記載があり、日本書紀には、新羅に加えて高句麗・百済も服属を誓ったこと、新羅王は王子の微叱己知波珍干岐（みしこちはとりかんき）を人質にだしたことが記される。神功皇后 摂政5年（205年または325年）3月7日に新羅王の使者として、汗礼斯伐（うれしほつ）、毛麻利叱智（もまりしち）、富羅母智（ほらもち）らが派遣され、人質として倭国に渡った微叱旱岐（みしかんき）の妻子が奴婢とされたので返還を求めるとしてきた。神功皇后はこの要求を受け入れ、見張りとして葛城襲津彦を新羅に使わすが、対馬にて新羅王の使者に騙され微叱旱岐に逃げられた。怒った襲津彦は、毛麻利叱智ら三人の使者を焼き殺し、蹈鞴津（たたらつ。釜山南の多大浦）から上陸し、草羅城を攻撃して捕虜を連れ帰った。このときの捕虜は、桑原、佐備、高宮、忍海の四つの村の漢人の祖先である。
と、救出のために派遣ではなく、外交的な交渉で神功皇后が返還要求を受け入れて返還するとしたにも関わらず、返還の際に新羅の使者が謀ったこと、そしてその為に被害が大きくなった事などの顛末までの記載がある。